# 6 Horas de Spa-Francorchamps
Las 6 Horas de Spa-Francorchamps es una carrera de automovilismo de velocidad que se disputa anualmente en el Circuit de Spa-Francorchamps de Bélgica. Surgió en 1963 como una carrera de 500 km de duración que se disputó en mayo como parte del Campeonato Mundial de Resistencia y en la que participaban gran turismos. En 1965 comenzaron a participar también sport prototipos, y en 1966 adoptó el formato de 1000 km, a semejanza de otras prestigiosas carreras de resistencia tales como los 1000 km de Monza y los 1000 km de Nürburgring. La primera era de la competición concluyó en 1975, cuando se corrió la última carrera en el trazado original de 14 km.
Luego de seis años de ausencia, los 1000 km de Spa-Francorchamps retornaron en 1982 como parte del Mundial de Resistencia pero en el mes de septiembre y en el nuevo circuito recortado a 7 km. Las ediciones de 1989 y 1990 duraron 480 km debido a la adopción de motores de Fórmula 1, más potentes y frágiles que los anteriores (además, la última edición se disputó en junio). Nuevamente la carrera se dejó de disputar luego de disputadas dichas pruebas.
Para la temporada 2003, el Campeonato de la FIA de Sport Prototipos extendió a 1000 km la duración de la carrera que solía disputar en Spa-Francorchamps. El certamen que lo sustituyó, la Le Mans Series, continuó disputando los 1000 km de Spa-Francorchamps sin interrupciones, en distintos meses del año: septiembre en 2004, agosto en 2007, y abril o mayo en las ediciones restantes. En 2011 también formó parte del calendario de la Copa Intercontinental Le Mans y adoptó un formato de carrera de 6 horas. A partir de la edición 2012, es puntuable para el renombrado Campeonato Mundial de Resistencia de la FIA, y no la European Le Mans Series.

## Ganadores
Los pilotos que vencieron en más ocasiones son el belga Jacky Ickx y el suizo Sébastien Buemi con cinco triunfos, el británico Brian Redman y el japonés Kazuki Nakajima con cuatro, y Derek Bell, Mauro Baldi, Jochen Mass, Marc Gené y Anthony Davidson con tres cada uno.
| Año       | Pilotos                                           | Automóvil               | Escudería                 | Campeonato                                                          |
| 500 km    | 500 km                                            | 500 km                  | 500 km                    | 500 km                                                              |
| --------- | ------------------------------------------------- | ----------------------- | ------------------------- | ------------------------------------------------------------------- |
| 1963      | Willy Mairesse                                    | Ferrari 250 GTO         | Ecurie Nationale Belge    | Campeonato Mundial de Sport Prototipos                              |
| 1964      | Mike Parkes                                       | Ferrari 250 GTO         | Maranello Concessionaires | Campeonato Mundial de Sport Prototipos                              |
| 1965      | Willy Mairesse                                    | Ferrari 250LM           | Ecurie Francorchamps      | Campeonato Mundial de Sport Prototipos                              |
| 1000 km   |                                                   |                         |                           |                                                                     |
| 1966      | Mike Parkes Ludovico Scarfiotti                   | Ferrari 330P3           | Ferrari                   | Campeonato Mundial de Sport Prototipos                              |
| 1967      | Dick Thompson Jacky Ickx                          | Mirage M1-Ford          | John Wyer                 | Campeonato Mundial de Sport Prototipos                              |
| 1968      | Brian Redman Jacky Ickx                           | Ford GT40 Mk.I          | John Wyer                 | Campeonato Mundial de Sport Prototipos                              |
| 1969      | Brian Redman Jo Siffert                           | Porsche 908LH           | Porsche                   | Campeonato Mundial de Sport Prototipos                              |
| 1970      | Brian Redman Jo Siffert                           | Porsche 917K            | John Wyer                 | Campeonato Mundial de Sport Prototipos                              |
| 1971      | Jackie Oliver Pedro Rodríguez de la Vega          | Porsche 917K            | John Wyer                 | Campeonato Mundial de Sport Prototipos                              |
| 1972      | Brian Redman Arturo Merzario                      | Ferrari 312PB           | Ferrari                   | Campeonato Mundial de Sport Prototipos                              |
| 1973      | Derek Bell Mike Hailwood                          | Mirage M6-Ford          | Gulf Research             | Campeonato Mundial de Sport Prototipos                              |
| 1974      | Jacky Ickx Jean-Pierre Jarier                     | Matra-Simca MS670C      | Equipe Gitanes            | Campeonato Mundial de Sport Prototipos                              |
| 1975      | Henri Pescarolo Derek Bell                        | Alfa Romeo 33TT12       | Willi Kauhsen             | Campeonato Mundial de Sport Prototipos                              |
| 1976-1981 | No se disputó                                     | No se disputó           | No se disputó             | No se disputó                                                       |
| 1982      | Jacky Ickx Jochen Mass                            | Porsche 956             | Porsche                   | Campeonato Mundial de Sport Prototipos                              |
| 1983      | Jacky Ickx Jochen Mass                            | Porsche 956             | Porsche                   | Campeonato Mundial de Sport Prototipos                              |
| 1984      | Stefan Bellof Derek Bell                          | Porsche 956B            | Porsche                   | Campeonato Mundial de Sport Prototipos                              |
| 1985      | Bob Wollek Mauro Baldi                            | Lancia LC2              | Martini Racing            | Campeonato Mundial de Sport Prototipos                              |
| 1986      | Thierry Boutsen Frank Jelinski                    | Porsche 962C            | Brun Motorsport           | Campeonato Mundial de Sport Prototipos                              |
| 1987      | Martin Brundle Johnny Dumfries Raul Boesel        | Jaguar XJR-8            | Jaguar                    | Campeonato Mundial de Sport Prototipos                              |
| 1988      | Mauro Baldi Stefan Johansson                      | Sauber C9-Mercedes      | Sauber Mercedes           | Campeonato Mundial de Sport Prototipos                              |
| 480 km    |                                                   |                         |                           |                                                                     |
| 1989      | Mauro Baldi Kenny Acheson                         | Sauber C9-Mercedes      | Sauber Mercedes           | Campeonato Mundial de Sport Prototipos                              |
| 1990      | Jochen Mass Karl Wendlinger                       | Mercedes-Benz C11       | Sauber Mercedes           | Campeonato Mundial de Sport Prototipos                              |
| 1991-2002 | No se disputó                                     | No se disputó           | No se disputó             | No se disputó                                                       |
| 1000 km   |                                                   |                         |                           |                                                                     |
| 2003      | Tom Kristensen Seiji Ara                          | Audi R8 LMP             | Audi Sport Japan Team Goh | Campeonato de la FIA de Sport Prototipos Campeonato Británico de GT |
| 2004      | Johnny Herbert Jamie Davies                       | Audi R8 LMP             | Audi Sport UK Veloqx      | Le Mans Endurance Series                                            |
| 2005      | John Nielsen Casper Elgaard Hayanari Shimoda      | Zytek 04S               | Zytek                     | Le Mans Endurance Series                                            |
| 2006      | Emmanuel Collard Jean-Christophe Boullion         | Pescarolo C60-Judd      | Pescarolo Sport           | Le Mans Series                                                      |
| 2007      | Stéphane Sarrazin Pedro Lamy                      | Peugeot 908 HDI FAP     | Peugeot                   | Le Mans Series                                                      |
| 2008      | Nicolas Minassian Marc Gené Jacques Villeneuve    | Peugeot 908 HDI FAP     | Peugeot                   | Le Mans Series                                                      |
| 2009      | Nicolas Minassian Christian Klien Simon Pagenaud  | Peugeot 908 HDI FAP     | Peugeot                   | Le Mans Series                                                      |
| 2010      | Sébastien Bourdais Pedro Lamy Simon Pagenaud      | Peugeot 908 HDI FAP     | Peugeot                   | Le Mans Series                                                      |
| 6 Horas   |                                                   |                         |                           |                                                                     |
| 2011      | Alexander Wurz Marc Gené Anthony Davidson         | Peugeot 908             | Peugeot                   | Le Mans Series Copa Intercontinental Le Mans                        |
| 2012      | Romain Dumas Marc Gené Loïc Duval                 | Audi R18 Ultra          | Audi Sport Team Joest     | Campeonato Mundial de Resistencia                                   |
| 2013      | André Lotterer Benoît Tréluyer Marcel Fässler     | Audi R18 e-tron quattro | Audi Sport Team Joest     | Campeonato Mundial de Resistencia                                   |
| 2014      | Nicolas Lapierre Sébastien Buemi Anthony Davidson | Toyota TS040 Hybrid     | Toyota Racing             | Campeonato Mundial de Resistencia                                   |
| 2015      | André Lotterer Benoît Tréluyer Marcel Fässler     | Audi R18 e-tron quattro | Audi Sport Team Joest     | Campeonato Mundial de Resistencia                                   |
| 2016      | Lucas Di Grassi Loïc Duval Oliver Jarvis          | Audi R18                | Audi Sport Team Joest     | Campeonato Mundial de Resistencia                                   |
| 2017      | Kazuki Nakajima Sébastien Buemi Anthony Davidson  | Toyota TS050 Hybrid     | Toyota Gazoo Racing       | Campeonato Mundial de Resistencia                                   |
| 2018      | Kazuki Nakajima Sébastien Buemi Fernando Alonso   | Toyota TS050 Hybrid     | Toyota Gazoo Racing       | Campeonato Mundial de Resistencia                                   |
| 2019      | Kazuki Nakajima Sébastien Buemi Fernando Alonso   | Toyota TS050 Hybrid     | Toyota Gazoo Racing       | Campeonato Mundial de Resistencia                                   |
| 2020      | Mike Conway Kamui Kobayashi José María López      | Toyota TS050 Hybrid     | Toyota Gazoo Racing       | Campeonato Mundial de Resistencia                                   |
| 2021      | Sébastien Buemi Brendon Hartley Kazuki Nakajima   | Toyota GR010 Hybrid     | Toyota Gazoo Racing       | Campeonato Mundial de Resistencia                                   |
| 2022      | Mike Conway Kamui Kobayashi José María López      | Toyota GR010 Hybrid     | Toyota Gazoo Racing       | Campeonato Mundial de Resistencia                                   |

## Estadísticas

### Constructores con más títulos
| Núm. | Constructor     | Victorias | Años                                     |
| ---- | --------------- | --------- | ---------------------------------------- |
| 1    | Porsche         | 7         | 1969, 1970, 1971, 1982, 1983, 1984, 1986 |
| 1    | Toyota          | 7         | 2014, 2017, 2018, 2019, 2020, 2021, 2022 |
| 2    | Audi            | 6         | 2003, 2004, 2012, 2013, 2015, 2016       |
| 3    | Ferrari         | 5         | 1963, 1964, 1965, 1966, 1972             |
| 3    | Peugeot         | 5         | 2007, 2008, 2009, 2010, 2011             |
| 6    | Sauber Mercedes | 3         | 1988, 1989, 1990                         |
| 7    | Mirage          | 2         | 1967, 1973                               |
| 8    | Ford            | 1         | 1968                                     |
| 8    | Matra           | 1         | 1974                                     |
| 8    | Alfa Romeo      | 1         | 1975                                     |
| 8    | Lancia          | 1         | 1985                                     |
| 8    | Jaguar          | 1         | 1987                                     |
| 8    | Zytek           | 1         | 2005                                     |
| 8    | Pescarolo       | 1         | 2006                                     |